# جون هازي (مؤلف)
جون هازي (بالإنجليزية: John Haase)‏ (21 أغسطس 1923 - 3 أغسطس 2006)؛ طبيب أسنان وروائي أمريكي. درس في جامعة سان فرانسيسكو.

## روابط خارجية
- جون هازي على موقع قاعدة بيانات برودواي على الإنترنت (الإنجليزية)